# Валук

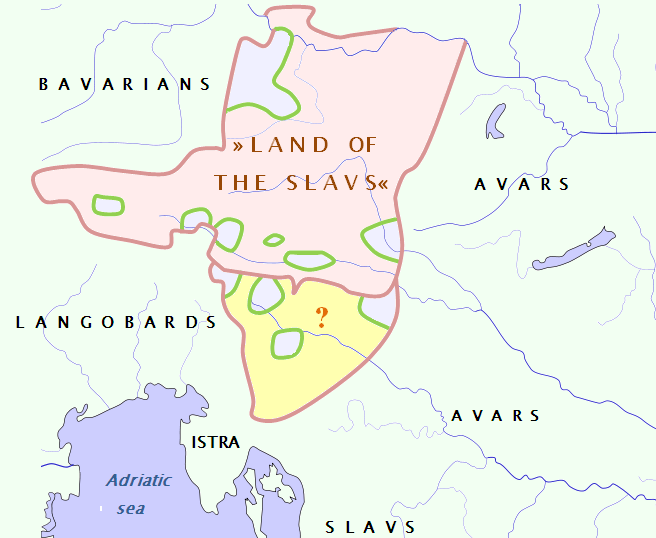
Предположительная область правления Валука среди «страны славян». Про область, выделенную желтым цветом, точной информации нет.

Валук — правитель славянского княжества Карантания.

## Биография
После того, как попытка авар захватить Константинополь в 626 году не удалась, они повернули на запад и напали на славянские территории. Славяне объединились под предводительством Валука, заключили союз с Само (лидером славянской конфедерации чехов, моравов, словаков и сорбов), чтобы защитить себя от авар. Валук, возможно, был первым правителем Карантании — первого славянского государства среди известных. Столица была расположена в Карнбурге (недалеко от Клагенфурта в современной Австрии). Достоверно неизвестно, продолжилась ли династия Валука среди правителей Карантании.